# Roberto Antier
Roberto Antier (Buenos Aires, Argentina; 13 de enero de 1963) es un actor  de cine, teatro y televisión, músico y director teatral argentino. Su madre fue la actriz Violeta Antier. Es recordado por sus papeles en las telenovelas Celeste, Verdad consecuencia y Muñeca Brava.

## Carrera
Hijo del abogado y locutor Roberto Canoniero y de la recordada actriz Violeta Antier, siguió desde muy chico la vocación con la que se crio desde su nacimiento en 1963. Cuando tenía apenas siete años su madre falleció. Comenzó su carrera de actor a los 17 años y antes trabajó en una disquería y en una empresa como cadete.
En teatro incursionó en decenas de obras, tanto como actor y como director; entre ellas se mencionan:¿Por qué será que las queremos tanto?, Maipo siempre Maipo, Cinco gays punto com, Parecen ángeles, Gasalla en el Lido, Pigmalyon, Mujeres de ceniza, Verona, Despedida de soltero, El Zorro, la venganza de Monasterio, Sinverguenzas y La jaula de las locas. En 2015 comenzó a trabajar en reemplazos y de manera eventual en el grupo teatral Les Luthiers. En 2019 reemplazó a Marcos Mundstock, debido a una enfermedad, y luego de manera definitiva tras su muerte en 2020. Junto a ellos presentó obras como Chist!, Viejos Hazmerreíres, Gran reserva y actualmente Mas Tropiezos de Mastropiero
Pianista y arreglador, tocó en las versiones argentinas de muchos musicales. Fue becado dos veces en Nueva York, una como actor y otra como director y productor. Desde 1995 escribe sus propios monólogos de stand-up para sus espectáculos de cafe concert donde canta jazz y boleros con orquesta en vivo. Fue director de crucero para Royal Caribbean en la temporada inaugural de Sudamérica.
En televisión, se destacó en la telenovela Celeste, protagonizada por Andrea del Boca y Gustavo Bermúdez, donde compuso uno de los villanos principales. Luego vinieron otros unitarios, sitcoms y telenovelas como El teatro de Irma Roy, 'Libertad condicionada, Mi cuñado, Sheik, Verdad consecuencia, Gasoleros, Muñeca brava, Tiempofinal, Rebelde Way, Los simuladores, Son amores, Casados con hijos, Son de Fierro, El hombre que volvió de la muerte, Los únicos y Entre caníbales .
En cine tuvo varias intervenciones en las películas La invitación (1982) con Graciela Alfano y  Rodolfo Beban; El poder de la censura (1983) junto a Víctor Laplace; Las lobas (1986), protagonizada por Leonor Benedetto y Ana María Campoy; Un argentino en Nueva York (1998), con Guillermo Francella y Natalia Oreiro; y Las viudas de los jueves (2009), junto a Pablo Echarri, Juan Diego Botto, Ernesto Alterio, Gabriela Toscano, Gloria Carrá, Ana Celestano, Juanita Viale y Leonardo Sbaraglia, entre otros.
"El poder de la censura" Fernanda Mistral, Hector Bidonde y Roberto Antier

## Filmografía
| Año  | Título                         | Director          | Personaje | Notas   |
| ---- | ------------------------------ | ----------------- | --------- | ------- |
| 2009 | Las viudas de los jueves       | Marcelo Piñeyro   | Apoderado | Reparto |
| 2005 | Anselmo barrios, primera noche | Eduardo Spagnuolo |           | Reparto |
| 1998 | Un argentino en Nueva York     | Juan José Jusid   | Yuppie    | Reparto |
| 1997 | Noche de ronda                 | Marcos Carnevale  |           | Reparto |
| 1986 | Las lobas                      | Aníbal Di Salvo   |           | Reparto |
| 1984 | Todo o nada                    | Emilio Vieyra     | Daniel    | Reparto |
| 1983 | El poder de la censura         | Emilio Vieyra     |           | Reparto |
| 1982 | La invitación                  | Manuel Antin      | Pablo     | Reparto |
| 1981 | Romeo y Julieta                | Francisco José    |           | Reparto |

## Televisión
- 2015: Entre caníbales como Haroldo Batista
- 2013: Solamente vos
- 2011: Adictos
- 2011: Tiempo de pensar
- 2011: Los únicos como Ruiz
- 2009: Enséñame a vivir
- 2007: Donas de casa desesperadas como Farmacéutico- Para la televisión en Brasil
- 2007: Amas de casa desesperadas como Farmacéutico. Para la televisión en Colombia y Ecuador
- 2007: Cara a cara
- 2007: El hombre que volvió de la muerte como Lorenzi
- 2007: Son de Fierro como Dr. Martínez''
- 2006: Alma pirata como Omar José
- 2005: Casados con hijos como voz de Perro / Carlos Garmendia. Episodios: Fatiga y el increíble Coqui (2005) y Lo quién es el jefe
- 2003: Son amores como Jota Jota
- 2003: Los simuladores como Jefe de Compañía. Episodio: El capítulo final
- 2002: Rebelde Way como el Profesor de gimnasia
- 2002: Tiempofinal. Episodio: Velatorio
- 1999: Muñeca brava como Juan Cruz
- 1998: Gasoleros
- 1997: De la nuca
- 1996-1998: Verdad consecuencia como Ernesto Polo
- 1996: Amor sagrado como Santini
- 1995: Sheik como Juan
- 1995: Secretos y sabores a la carta
- 1993: Mi cuñado
- 1993: El árbol azul
- 1993: Zona de riesgo. Episodio: La sucesión
- 1992: Micaela como Luca
- 1992: Princesa como Enrique
- 1991: Celeste como Daniel
- 1991: Tato, la leyenda continúa
- 1989: Los otros y nosotros
- 1987/1990: Matrimonios y algo más
- 1986: El lobo como Luis
- 1985: Libertad condicionada como Carlos Díaz Bialet
- 1984: Lucía Bonelli como Lucas
- 1984: Tal como somos
- 1983: El teatro de Irma Roy
- 1983: El poder de la censura
- 1983: Ciclo de Guillermo Bredeston y Nora Cárpena
- 1982: El oriental
- 1981: LR13, Radio Amor
- 1981: Los especiales de ATC. Episodios Bernardette y Romeo y Julieta
- 1980: Dos y Bartolo

## Teatro
Como actor:
- 2017/ presente: Gran reserva (Como parte de Les Luthiers)
- 2015/ presente: Viejos Hazmerreíres (Como parte de Les Luthiers)
- 2015/2018: Chist! (Como parte de Les Luthiers)
- 2010/2013: ¿Por qué será que las queremos tanto?
- 2008: Maipo siempre Maipo
- 2005: Noches de Jazz & Love
- 2005: Cinco obras de Oscar Wilde
- 2004/2006: Cinco gays punto com
- 2003: Morgados + Chediek
- 2002/2003: Parecen ángeles
- 1991: ‘’Pájaros in the Nait
- 1990: Potiche
- 1988: Gasalla en el Lido
- 1981: Pigmalión
- 1981: Domesticados

Como director:
- 2021: Don Pasquale
- 2021: La chica del sombrero rosa
- 2019: Las curves (dos chicas de hogar)
- 2015/2016: Encuentro de genios
- 2014/2016: Mujeres de ceniza
- 2014: Robin Hood
- 2013/2014: Verona
- 2013: El Zorro y el tesoro de la Montaña Azul
- 2012: Despedida de soltero. Temporada en Villa Carlos Paz
- 2012: El Zorro, la venganza de Monasterio
- 2010/2011: Passion
- 2010: Sinverguenzas
- 2009: El nieto de Tevie
- 2009: El Zorro y el misterio de la Montaña Azul
- 2009: La jaula de las locas